# Anna Ruhe
Anna Ruhe (* 1977 in Berlin) ist eine deutsche Autorin von Kinderbüchern. Alle Bände ihrer Buchreihe „Die Duftapotheke“ platzierten sich seit 2018 auf der Spiegel-Bestsellerliste (Jugendbuch) und wurden in 15 Sprachen übersetzt. Sie zählt sie zu den bekanntesten deutschen Kinderbuchautorinnen.

## Leben
Anna Ruhe wurde in Berlin geboren. Als Teenager lebte sie eine kurze Zeit lang in England, bevor sie nach Deutschland zurückkehrte und Kommunikationsdesign und Illustration studierte. Anschließend arbeitete sie als Grafikdesignerin in mehreren Designbüros. Nach der Geburt ihrer beiden Kinder begann sie, Kinderbücher zu schreiben. Mit ihrer Familie lebt sie in Berlin. Sie gibt Schreibseminare im Bereich „Kreatives Schreiben“.

## Auszeichnungen
- 2017 Goldener Bücherpirat für Mount Caravan[6]
- 2018 Literaturpreis Ulmer Unke (Altersgruppe 10–12 Jahre) für Die Duftapotheke – Ein Geheimnis liegt in der Luft[7]
- 2018 Leipziger Lesekompass (10–14 Jahre) für Die Duftapotheke (1). Ein Geheimnis liegt in der Luft[8]
- 2019 LovelyBooks Leserpreis (Kinderbuch) für Die Duftapotheke (3). Das falsche Spiel der Meisterin[9]
- 2024 Kieler Lesesprotte für Ozeanis (1). Mit Karacho in die Tiefe[10]

## Werke
- Seeland. Per Anhalter zum Strudelschlund. Arena, 2015, ISBN 3-401-60043-5.
- Mount Caravan: Die fantastische Fahrt im Nimmerzeit-Express. Arena, 2016, ISBN 978-3-401-60200-4.
- Magische Tiergeschichten. Arena, 2017, ISBN 978-3-401-71158-4
- Die kleine Weihnachtslok. Arena, 2020, ISBN 978-3-401-71312-0
- Total geheim! Magische Tiere im Anflug. Arena, 2025, ISBN 978-3-401-72166-8

### Die Duftapotheke
1. Ein Geheimnis liegt in der Luft. Illustriert von Claudia Carls Arena, 2018, ISBN 978-3-401-60308-7.
2. Das Rätsel der schwarzen Blume. Illustriert von Claudia Carls. Arena, 2018, ISBN 978-3-401-60360-5.
3. Das falsche Spiel der Meisterin. Illustriert von Claudia Carls. Arena, 2019, ISBN 978-3-401-60403-9.
4. Das Turnier der tausend Talente. Illustriert von Claudia Carls. Arena, 2020, ISBN 978-3-401-60509-8.
5. Die Stadt der verlorenen Zeit. Illustriert von Claudia Carls. Arena, 2020, ISBN 978-3-401-60523-4.
6. Das Vermächtnis der Villa Evie. Illustriert von Claudia Carls. Arena, 2021, ISBN 978-3-401-60598-2.
7. Die Duftapotheke. Das geheime Buch der Düfte. Illustriert von Claudia Carls. Arena, 2022, ISBN 978-3-401-60661-3

### Die Duftakademie
1. Die Entdeckung der Talente. Illustriert von Claudia Carls. Arena, 2022, ISBN 978-3-401-60596-8.
2. Gefährliches Geflüster. Illustriert von Claudia Carls. Arena, 2023, ISBN 978-3-401-60597-5.
3. Im Bann der Düfte. Illustriert von Claudia Carls. Arena, 2024, ISBN 978-3-401-60624-8.

### Luzie Alvenstein – Erbin der Duftapotheke
1. Ein Geheimnis zieht durch die Zeit. Illustriert von Claudia Carls. Arena, 2025, ISBN 978-3-401-60805-1.

### Maxi von Phlip
1. Vorsicht, Wunschfee!. Arena, 2021, ISBN 978-3-401-71328-1.
2. Wunschfee vermisst!. Arena, 2021, ISBN 978-3-401-71329-8.
3. Feen-Alarm!. Arena, 2022, ISBN 978-3-401-71582-7.
4. Achtung, Feenchaos!. Arena, 2023, ISBN 978-3-401-71956-6.

### Ozeanis
1. Mit Karacho in die Tiefe. Illustriert von Max Meinzold. Arena, 2023, ISBN 978-3-401-60625-5.
2. Wettlauf durch die Brandung. Illustriert von Max Meinzold. Arena, 2023, ISBN 978-3-401-60626-2.
3. Im Turbogang auf Tauchmission. Illustriert von Max Meinzold. Arena, 2024, ISBN 978-3-401-60763-4.

Die Ozeanis-Reihe spielt in derselben Welt wie Ruhes Buch Seeland. Per Anhalter zum Strudelschlund.